# GT Interactive
GT Interactive — американська компанія-видавець і розробник відеоігор. GT Interactive припинила своє існування у 1999 році, коли Infogrames Entertainment SA (IESA) придбала компанію і перейменувала її на Infogrames, Inc. у 2003 році Infogrames Inc перейменувалася на Atari Inc.

## Історія
GT Interactive була заснована в 1993 році, як підрозділ Good Times Home Video, компанії, що займалася розповсюдженням відеокасет, що належали Cayre family. Дохід в першому році склав 10,3 мільйона доларів. У тому ж році вийшла гра Doom, яка була продана в кількості 2,9 мільйона копій. Але GT Interactive не мала прав на ексклюзивне видавництво Doom. У 1994 році продовжилася співпраця з id software та у жовтні була випущена гра Doom II: Hell on Earth, яка була продана в кількості більш ніж двох мільйонів копій. У лютому 1995 року GTIS придбали права на ігри на основі видуманих Мерсером Меєром Little Critter та Little Monster. У тому ж році уклали договір з Wal Mart на ексклюзивне постачання програмного забезпечення,, що означало, згідно зі словами аналітика UBS Майклу Волесу: «Всі розробники програмного забезпечення повинні були мати справу з GT, якщо вони хотіли реалізовувати свої розробки у Wal-Mart». У січні 1996 року GT Interactive придбала право на видавництво гри Quake від id Software. У лютому того ж року GTIS і мережа магазинів Target уклали договір, згідно з яким GT Interactive ставала основним постачальником програмного забезпечення для всіх 675 магазинів мережі. У червні 1996 GTIS купила WizardWorks, які володіли правами на Deer Hunter і FormGen, які володіли правами на Duke Nukem.. Quake також був виданий в червні GT Interactive і було продано 1,8 мільйонів копій. В липні компанія придбала Humongous Entertainment. Завдяки угоді GT Interactive отримала права на популярні дитячі серії ігор такі як Putt-Putt і Рибка Фреді. У листопаді 1996 GTIS придбала Warner Interactive Europe, завдяки чому компанія змогла вийти на ринок Західної Європи. У січні 1997 GT купила One Stop, європейського розробника програмного забезпечення. У червні того ж року GTIS підписала договір з MTV, завдяки якому GTIS отримала право на видавництво ігор, она основі мультсеріалів Бівіс і Батхед та Aeon Flux. У жовтні 1997 GTIS придбала розробника відеоігор SingleTrac, які розробили такі ігри як Twisted Metal та Jet Moto. У вересні Cavedog Entertainment випустила свій перший продукт — гру Total Annihilation, яку було продано у кількості понад мільйон копій. Cavedog Entertainment була підрозділом Humongous Entertainment. 5 жовтня 1997 року GTIS анонсувала своє придбання MicroProse. Було заявлено, що угода буде укладено до кінця року, але 5 грудня угоду було скасовано. Справи GTIS почали погіршуватися, коли фірма перестала бути ексклюзивним постачальником програмного забезпечення для Wal Mart у березні 1997 року. Wal Mart вирішив закуповувати програмне забезпечення у видавців. У травні 1998 року GT Interactive випустила гру Epic Games Unreal, яка за перші 10 місяців була продана в кількості понад 800,000 копій. У жовтні компанія випустила Deer Hunter II, який також розійшовся у кількості 800 000 копій. У листопаді 1998 GTIS купила One Zero Media і стала першим видавцем відеоігор, що володіє власним інтернет-сайтом інтерактивних розваг. У грудні 1998 компанія придбала Legend Entertainment та Reflections Interactive. За перший квартал 1999 року втрати компанії склали 90 мільйонів доларів. У лютому CEO  компанії Рон Хаймовіц було замінено. У червні GTIS анонсувала, що наймає Біра Стірнса для розгляду можливості об'єднання чи продажу компанії. У жовтні GT Interactive скоротила 35% своїх співробітників. У червні вийшла гра Reflections Interactive Driver і було продано приблизно мільйон копій. У липні після придбання, через 6 місяців One Zero Media було продано. 16 листопада 1999 року Infogrames анонсувала купівлю компанії за 135 мільйонів доларів. Через десять днів GT Interactive випустила один зі своїх останніх релізів, класичний Unreal Tournament, який був проданий у кількості більше мільйона копій. 16 грудня 1999 року угода була досягнута, GT Interactive припинила своє існування та стала Infogrames, Inc., підрозділом IESA. 31 грудня 1999 року GT Computer Software, Inc., стала підрозділом Infogrames-Hasbro Interactive Entertainment. GT Interactive стала Infogrames, Inc., а далі Atari, Inc у 2003 році.

## Видані ігри

### Game Boy
- Beavis and Butt-Head
- Oddworld Adventures

### Game Boy Color
- Duke Nukem
- Oddworld Adventures 2

### Macintosh
- 9: The Last Resort
- Bedlam
- Blood
- Doom II
- Hexen
- Ice and Fire
- Lode Runner: The Legend Returns
- Lode Runner 2
- Rocky Mountain Trophy Hunter
- ZPC

### Nintendo 64
- 7th Legion
- DethKarz
- Duke Nukem 64
- Duke Nukem: Zero Hour
- Hexen
- Mike Piazza's Strike Zone
- Unreal N64

### ПК
- 1602 A.D.
- 9: The Last Resort
- AHX-1
- Amok
- Animorphs
- Area 51 (Arcade)
- Beavis and Butt-head Do U.
- Beavis and Butt-head: Bunghole in One
- Bedlam
- BloodBlood
- Blood: Plasma Pak
- Blood II: The Chosen
- Blood II: The Chosen — The Nightmare Levels
- Bug Riders
- Carnivores
- Chasm: The Rift
- Clans
- Dark Vengeance
- Deep Sea Trophy Fishing
- Deer Hunter 2
- Disciples: Sacred Lands
- Discworld Noir
- Doom II
- Driver
- Duke Nuclear Winter
- Duke Nukem 3D: Atomic Edition
- Duke Nukem 3D: Kill-A-Ton Collection
- Duke Nukem: Planet of the Babes
- Hordes
- Ice and Fire
- Imperium Galactica
- Imperium Galactica II: Alliances
- Jeff Wayne's The War of the Worlds
- Locus
- Lode Runner 2
- Mage Slayer
- Man of War II: Chains of Command
- Master Levels for Doom II
- M.I.A.: Missing In Action
- NAM
- Oddworld: Abe's Exoddus
- Oddworld: Abe's Oddysee
- Powerslide
- Pro Bass Fishing
- Quake
- Ravage DCX
- Rebel Moon Revolution
- Rebel Moon Rising
- Robotron X
- Rocky Mountain Trophy Hunter
- Rocky Mountain Trophy Hunter 2
- S.P.Q.R.: The Empire's Darkest Hour
- Sensible Soccer '98
- Shadow Warrior
- Snowmobile Championship 2000
- Snowmobile Racing
- Star Command: Revolution
- SuperKarts
- Swamp Buggy Racing
- The Wheel of Time
- Tiger Shark
- Tides of War (1999)
- Total Annihilation
- Total Annihilation: Battle Tactics
- Total Annihilation: The Core Contingency
- Totally Unreal
- Trans Am Racing
- Trophy Hunter
- Unreal
- Unreal Mission Pack: Return to Na Pali
- Unreal Tournament
- WWII GI
- Wheel of Time: The Video Game
- World War II: GI
- XS
- Z Expansion
- ZPC

### PlayStation
- 40 Winks
- Beavis and Butt-head: Get Big in Hollywood
- Bedlam
- Bug Riders
- Courier Crisis
- Critical Depth
- Dead Ball Zone
- Discworld Noir
- Driver: You Are The Wheelman
- Driver 2
- Duke Nukem: Land of the Babes
- Duke Nukem: Time to Kill
- Duke Nukem: Total Meltdown
- Hexen
- Invasion From Beyond
- Mortal Kombat Mythologies: Sub-Zero
- Oddworld: Abe's Exoddus
- Oddworld: Abe's Oddysee
- Rebel Moon
- Rogue Trip: Vacation 2012
- Sensible Soccer 2000
- Streak: Hoverboard Racing
- Tiger Shark
- Trash It!
- Z

### Sega Saturn
- Doom
- Hexen
- Z